# Castelo Malekabad Zakht
O Castelo Malekabad Zakht (em persa: قلعه ملک‌آباد زاخت) é um castelo histórico localizado no condado de Anbarabad, na província de Kerman. A longevidade desta fortaleza remonta ao Império Seljuk.